# ZSK WWS Samara
Der ZSK WWS Samara (russisch ЦСК ВВС Самара; Zentraler Sportklub der Luftstreitkräfte Samara) ist ein 1950 gegründeter russischer Eishockeyclub aus Samara. Seit 2017 nimmt er an der multinationalen zweiten Spielklasse Russlands, der Wysschaja Hockey-Liga, teil. Die Heimspiele des Clubs werden im 3000 Zuschauer fassenden ZSK WWS Sportpalast ausgetragen.

## Geschichte
Der Verein wurde 1950 aus den Stalinwerken Samara (heute als Progress bekannt) heraus als Majak Kuibyschew gegründet und spielte zunächst ab 1956 auf regionaler Ebene.
Parallel dazu existierte im damaligen Kuibyschew ein Armeeklub, der SKA Kuibyschew, der zwischen 1960 und 1979 hauptsächlich an der zweiten Spielklasse, der Perwaja Liga, teilnahm.
Majak Kuibyschew gelang 1966 der Aufstieg in die drittklassige Klasse B und verblieb bis 1970 in dieser Spielklasse. 1973 wurde die Mannschaft erneut in diese Spielklasse aufgenommen und schaffte am Ende der Spielzeit 1973/74 den Aufstieg in die zweite Spielklasse, die Klasse A. Dort konnte sich der Verein nur ein Spieljahr halten, bevor er in die Klass B zurückkehrte. 1976 bis 1979 spielte Majak wieder in der Klasse A, bevor der Verein zusammen mit dem Lokalrivalen SKA Kuibyschew abstieg.
1980 wurde der SKA Kuibyschew faktisch aufgelöst, da ihn die Rote Armee nicht mehr unterstützte – zeitgleich schaffte Majak Kuibyschew noch einmal den Aufstieg in die Klasse A und konnte diese Spielklasse bis 1991 halten.  Anfang der 1990er Jahre verlor Majak die Unterstützung der lokalen Industrie.
1992 folgte die Fusion mit dem ehemaligen SKA Kuibyschew zum heutigen ZSK WWS Samara. 1993 und 1994 wurde der ZSK Meister der zweiten Spielklasse Russlands, der Wysschaja Liga und wurde 1994 zudem im Rahmen einer Aufstockung der ersten Spielklasse, der Internationalen Hockey-Liga, in diese aufgenommen. Bis 2000 blieb der Verein in der höchsten Spielklasse, bevor er in die zweite Spielklasse abstieg.
Zwischen 2000 und 2010 spielte die erste Mannschaft des Vereins in der Zentral-Division der Wysschaja Liga und war Farmteam des HK Lada Toljatti. Im Zuge der Ligareform der zweiten Liga musste der ZSK unter anderem aus finanziellen Gründen in die dritte Spielklasse, die Perwaja Liga, absteigen. Dort spielte der ZSK WWS bis 2017, ehe er erneut vom HK Lada Toljatti als Farmteam ausgesucht wurde und mit Unterstützung dessen in die Wysschaja Hockey-Liga aufgenommen wurde. Aufgrund der Umbauarbeiten am ZSK WWS Sportpalast werden die Heimspiele des Klubs in der Saison 2017/18 im Kristall-Gazprom-Sportpalast ausgetragen.

## Erfolge
- Meister der Wysschaja Liga 1993, 1994
- Aufnahme in die Internationale Hockey-Liga 1994

## Bekannte ehemalige Spieler
- Dmitri Bykow
- Sergei Gussew
- Denis Kuljasch
- Grigori Panin
- Andrei Rasin
- Sergei Sewostjanow
- Michaeil Sewostjanow